# Helice (thần thoại)
Theo thần thoại Hy Lạp, Helice (/ˈhɛlɪsiː/ (phát âm tiếng Hy Lạp: [eˈlici]; tiếng Hy Lạp cổ đại: Ἑλίκη [heˈlikɛː] Helike) có nghĩa là "cây liễu") là tên của một số nhân vật:
- Helice, y tá của thần Zeus và người nuôi dưỡng ông khi còn nhỏ ở đảo Crete.
- Nữ hoàng Helike, vợ của Vua Oenopion của Chios và là mẹ của Melas, Talus, Maron, Eugehes, Salagus, Athamas[2] và Merope.
- Helike, vợ của Ion và mẹ của Bura. Ion xây dựng thành phố và đặt tên theo tên của vợ mình.